# Cazador de demonios
Cazador de demonios és un llargmetratge mexicà de gènere fantàstic, dirigit per Gilberto de Anda en 1983.

## Argument
Municipi de Creel, Chihuahua, Mèxic. Aguilar (Roberto Montiel), el cap de policia, investiga l'assassinat d'un ancià bruixot de la tribu ameríndia dels yaquis.
Al poble es rumoreja que l'esperit de l'ancià tornarà d'ultratomba per a venjar la seva mort transformat en un nahual, un ésser demoníac del folklore indi. Durant la primera lluna plena després del crim del bruixot indi, apareix esbocinat el cadàver del principal sospitós de l'assassinat, la qual cosa augmenta la inquietud dels supersticiosos. Aguilar es reuneix amb José Luis (Rafael Sánchez Navarro), metge del poble, i al pare Martín (Tito Junco), sacerdot del lloc, qui buscarà en vells llibres d'ocultisme un ritual que els ajudi a combatre l'abominable ser. Un dia després, una família al complet apareix assassinada. El president del municipi exigeix a Aguilar que trobi al responsable o renunciï al seu càrrec...

## Repartiment
- Rafael Sánchez Navarro	... José Luis
- Tito Junco	... Pare Martín
- Roxana Chávez... Rosa
- Roberto Montiel... Aguilar
- Rubi Re... Carmen
- Andrés García Jr.... Lupe
- Francisco Carreto	... Chema
- Rigoberto Carmona... Turrubiates
- José L. Murillo... Victorio
- Guillermo de Alvarado... Cirilo
- Luis Guevara... Rufino
- José Tablas... Tobias, el brujo
- Marcos de Anda	... Juanito
- Jorge Russek... Rastreador
- Valentín Trujillo... Herrero
- Andrés García... Melquiades Franco
- Fidel Abrego... La Víctima
- Juan Duarte... La Bestia

## Localitzacions
Els exteriors del rodatge es van ver a Cuaútla, Morelos i els interiors als Estudios América de Ciutat de Mèxic.